# August Christian Gottfried Westrum
August Christian Gottfried Westrum (* 12. Juli 1798 in Hildesheim; † nach 1867 wohl ebenda) war ein deutscher Advokat und Politiker.

## Leben
Westrum studierte an der Friedrichs-Universität Halle und der Georg-August-Universität Göttingen Rechtswissenschaft. Er wurde Mitglied des Corps Teutonia Halle und des Corps Hannovera Göttingen. Nach dem Studium Advokat in Hildesheim, vertrat er die Stadt als Mitglied der Zweiten Kammer der Ständeversammlung des Königreichs Hannover, die im Zuge des anhaltenden Hannoverschen Verfassungskonfliktes am 30. Juni 1841 durch Ernst August I. aufgelöst worden war. Westrum war 1852 Obergerichtsanwalt und Notar. Er wurde 1854 Präsident der Anwaltskammer Hildesheim.